# Torre de Vilela
Torre de Vilela is een plaats (freguesia) in de Portugese gemeente Coimbra en telt 1 146 inwoners (2001).